# Elisabeth von der Howen

Elise Howen

Elisabeth (Elise) Gustava Amalie Sophie Baronesse von der Howen (* 12. Julijul. / 24. Juli 1834greg. in Reval; † 26. Februar 1923 ebenda) war eine deutschbaltische Lehrerin. Sie gründete 1879 die erste Höhere Schule für Mädchen in Reval, die Howensche Schule, und leitete diese bis 1918.
Ab 1919 bis zur Umsiedlung der Deutsch-Balten im Jahr 1939 diente die Schule als Ritterschaftliche Mädchenschule und Elisenschule der Ausbildung Höherer Töchter der deutschen estnischen, russischen und jüdischen Gesellschaft Revals. Die Unterrichtssprache war deutsch, außer in den Jahren der Russifizierung im Gouvernement Estland ab ca. 1890 bis 1906.

## Familie
Elise war das älteste Kind des Gutsbesitzers Gustav Peter Wilhelm  Baron von der Howen (1799–1875) und seiner Frau Eleonore Elisabeth Johanna Staël von Holstein (1805–1883), Angehörige der Estländischen Ritterschaft.

## Werdegang
1853 erhielt sie ein Diplom als Hauslehrerin  mit dem Großen Examen, und arbeitete als Lehrerin u. a. in den Häusern Perlmann, Baron Roenne, von Baggo, Graf Manteuffel. 1875 war sie Lehrerin für Erdkunde, Arithmetik und Russisch an der Schule von Auguste Kuschky. Am 14./26. Januar 1879 erfolgte die Gründung der Howenschen Schule, bis 1916 auch Pensionat. Im Mai 1918 war das Ende der Schulleitung; im Schuljahr 1918/19 wurde die Schule als Mädchenschule der Estländischen Ritterschaft unter der Leitung von Gabriele Rosenbaum fortgeführt.
Zu ihren später prominenten Schülerinnen gehörte Margarete von Wrangell, die erste ordentliche Professorin Deutschlands.